# Александро-Невское кладбище
Александро-Невское кладбище, также кладбище Александра Невского (эст. Tallinna Aleksander Nevski kalmistu) — городское кладбище Таллина (микрорайон Юхкентали района Кесклинн), часть комплекса Сизелинна (эст. Siselinna kalmistu). Расположено по адресу ул. Тоонела, 7. Известно как место упокоения русского поэта Игоря Северянина.

## История
Старейшее из действующих кладбищ Таллина. Основано в 1770-е годы, после указа 1772 года о запрете хоронить на городской территории по всей Российской империи кого бы то ни было во избежание эпидемий. 
Первоначально использовалось как военное. Многие старинные надгробия на могилах военных взяты под государственную охрану как исторические памятники.
В 1856 году на средства таллинских купцов Александра Ермакова и Ивана Германова на кладбище была построена каменная церковь во имя Александра Невского. Церковь была разрушена 9 марта 1944 года при бомбардировке советской авиации (последний её настоятель — протоиерей Ростислав Лозинский).
В источниках 1910 года упоминается как Русское кладбище (эст. Vene surnuaed), в 1938 году — как Апостольское православное кладбище (эст. Apostliku õigeusu kalmistu).
Начиная с 1946 года на кладбище похоронено несколько иерархов русской православной церкви.
За более чем 200 лет существования здесь нашло своё последнее пристанище большое число известных личностей — государственных, общественных, военных и церковных деятелей и деятелей культуры.
В советское время на кладбище ежегодно в одно из летних воскресений совершал вселенскую панихиду митрополит Таллинский Алексий (Ридигер) в сослужении духовенства города.
На кладбище сохранилось здание часовни из красного кирпича — .

## Известные захоронения
См. категорию Похороненные на Александро-Невском кладбище
- Пётр Петрович фон Баранов (1843—1924) — русский военачальник, генерал от кавалерии.
- Эраст Георгиевич Гиацинтов (1859—1910) — первый городской голова Ревеля (Таллина) не немец по национальности.
- Владимир Людвигович Драке (1874—1933) — русский генерал, герой Первой мировой войны.
- Иван Николаевич Изыльметьев (1813—1871) — контр-адмирал[9].
- Вера Крыжановская (1857—1924) — писательница.
- Дмитрий Капитонович Лебедев (1872—1935)— генерал-майор Русской императорской армии и Эстонской армии, военный специалист РККА.
- Александр Степанович Маневский (1824—1884) — русский контр-адмирал.
- Нил Мерянский (1846—1937) — русский актёр, театральный деятель, издатель, редактор, публицист, литератор. Вошёл в историю как «дедушка русского театра».
- Яан Поска (1866—1920) — эстонский государственный деятель, юрист[10].
- Владимир Сапожнин (1906—1996) — российский, эстонский и советский артист цирка и эстрады, джазовый музыкант, скрипач, танцор, киноактёр, певец. Заслуженный артист Эстонской ССР.
- Игорь Северянин (1887—1941) — поэт (памятник на могиле — скульптор Иван Зубака, 1992[11][12])
- Арви Сийг (1938—1999) — эстонский и советский поэт и переводчик.
- Юнгхольц, Карл Хансович (1878—1925) — русский эстонский режиссёр, актёр, театральный педагог, театральный деятель. Один из основателей профессионального театра в Эстонии.

### Церковные деятели
- Иоанн (Алексеев, Георгий Михайлович) (1892—1966) — епископ Таллинский и Эстонский (1955—1961).
- Исидор (Богоявленский) (1879—1949) — епископ Таллинский и Эстонский (1947—1949).
- Корнилий (Якобс) (1924—2018) — митрополит Таллинский и всея Эстонии, предстоятель Эстонской православной церкви Московского патриархата (1992—2018).
- Павел (Дмитровский) (1872—1946) — архиепископ Таллинский и Эстонский (1945—1946).
- Михаил Александрович Ридигер (1902—1962) — протоиерей Русской православной церкви, настоятель церкви Рождества Богородицы и иконы Казанской Божией Матери в Таллине. Отец Патриарха Московского и всея Руси Алексия II.